# Szalonna
Szalonna ist eine ungarische Gemeinde im Kreis Edelény im Komitat Borsod-Abaúj-Zemplén.

## Geografische Lage
Szalonna liegt in Nordungarn, 38,5 Kilometer nördlich des Komitatssitzes Miskolc und 17 Kilometer nördlich der Kreisstadt Edelény an dem Fluss Bódva. Nachbargemeinden sind Martonyi, Perkupa und Szendrő.

## Sehenswürdigkeiten
- Römisch-katholische Kirche Szent László, erbaut 1839
- Reformierte Kirche, ursprünglich erbaut im 11. Jahrhundert als Rundkirche, später mehrfach umgebaut und erweitert, mit freistehendem Glockenturm, errichtet 1765

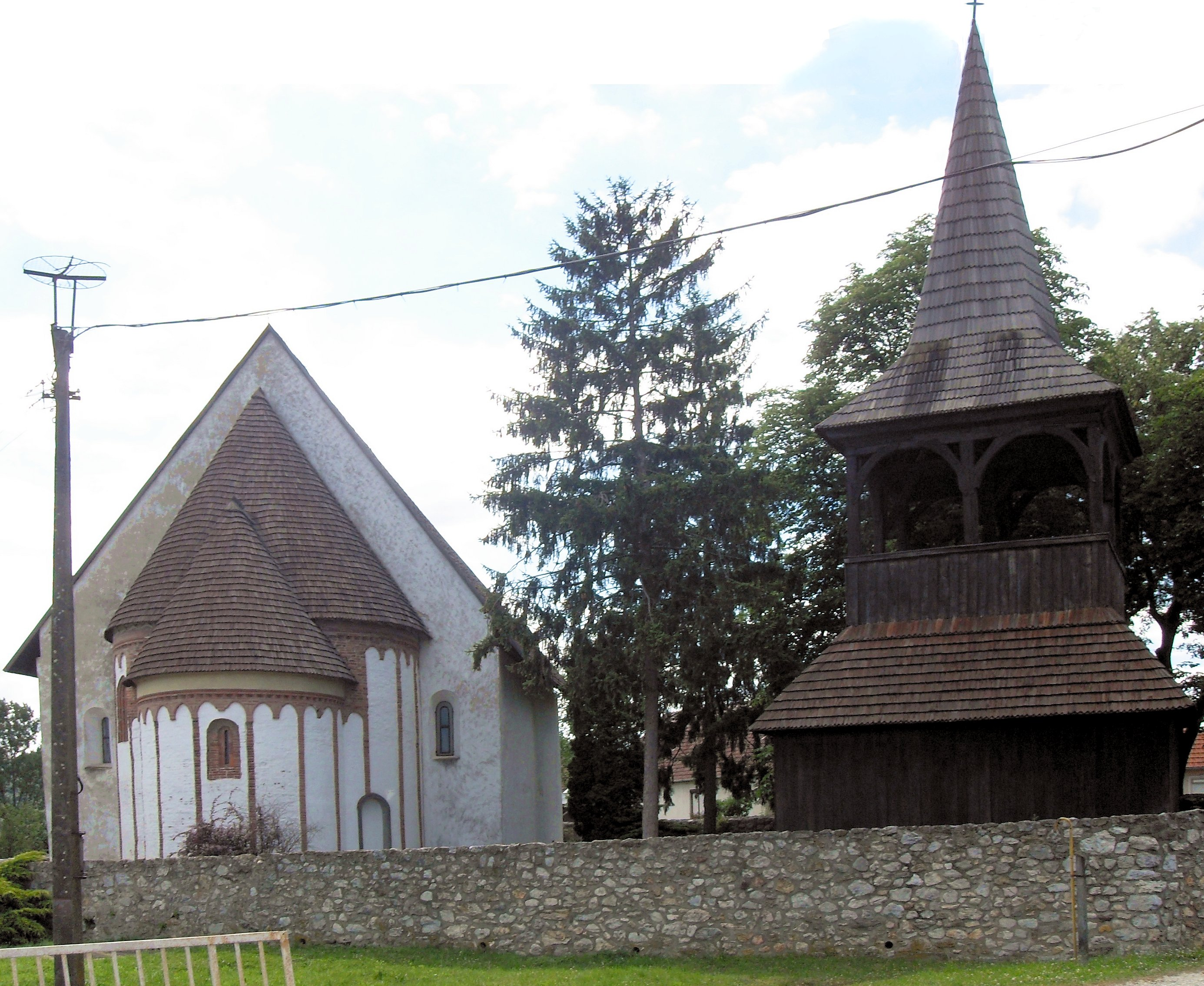
Reformierte Kirche in Szalonna
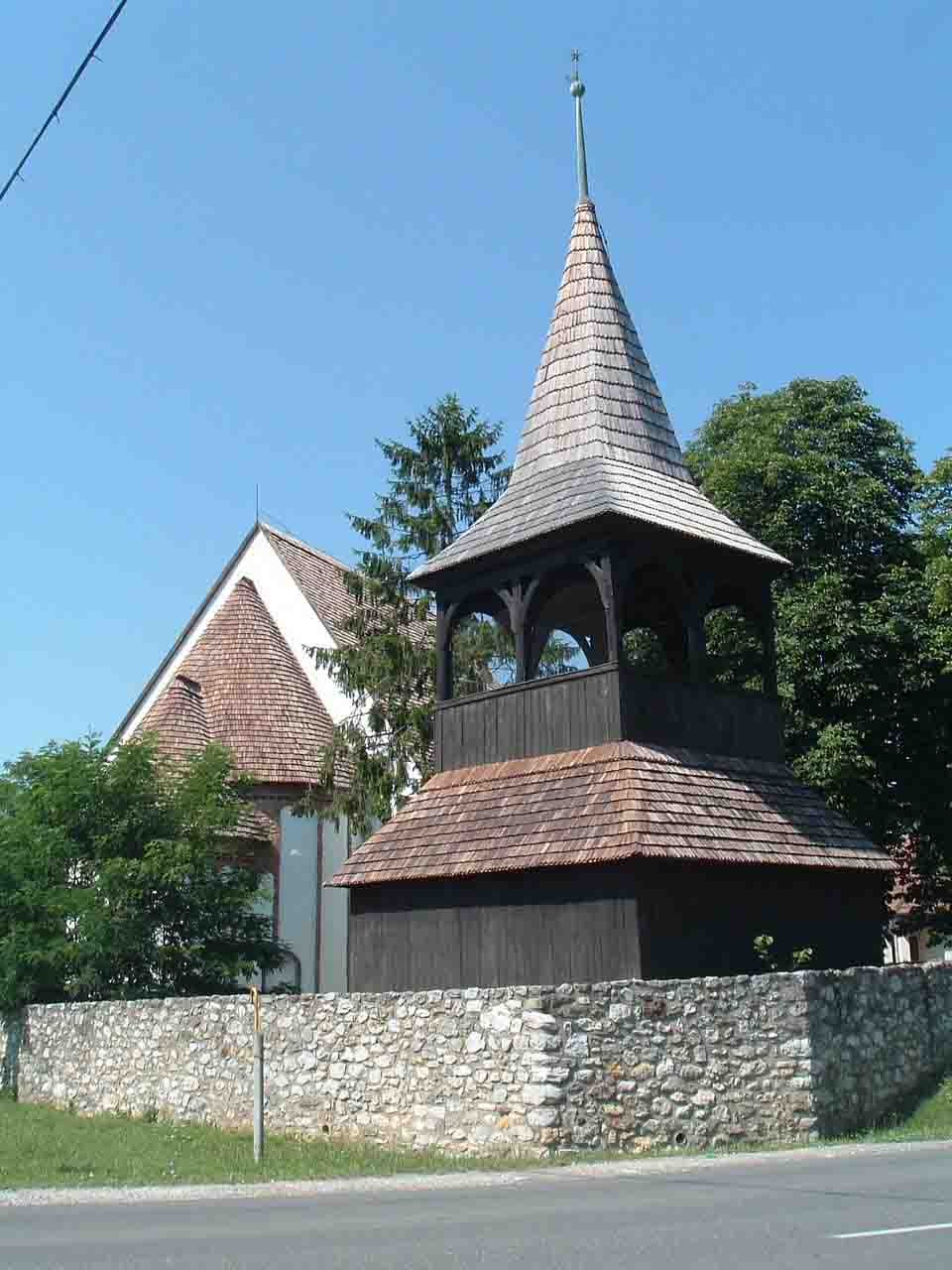
Glockenturm der ref. Kirche
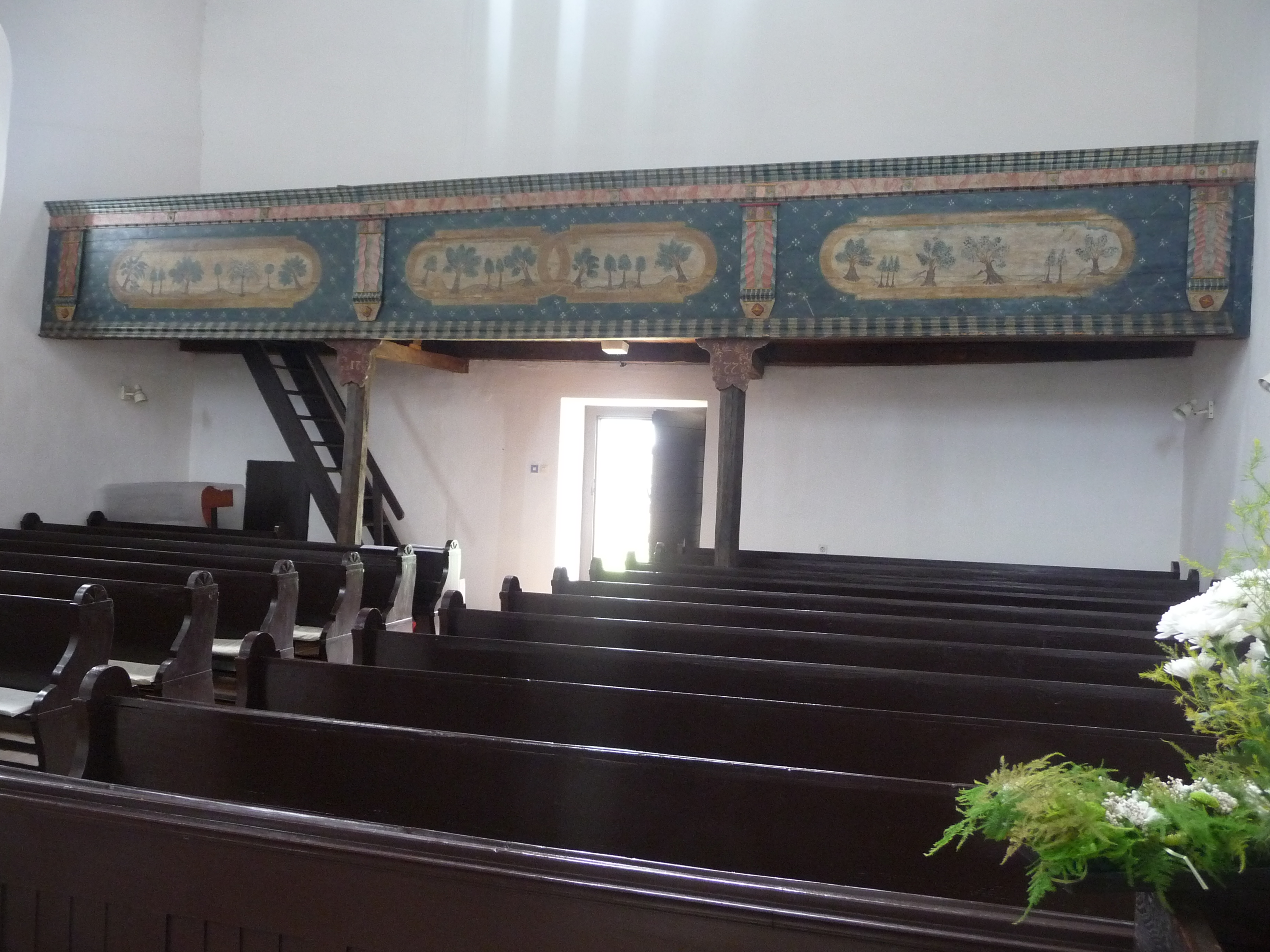
Empore und Sitzbänke in der ref. Kirche
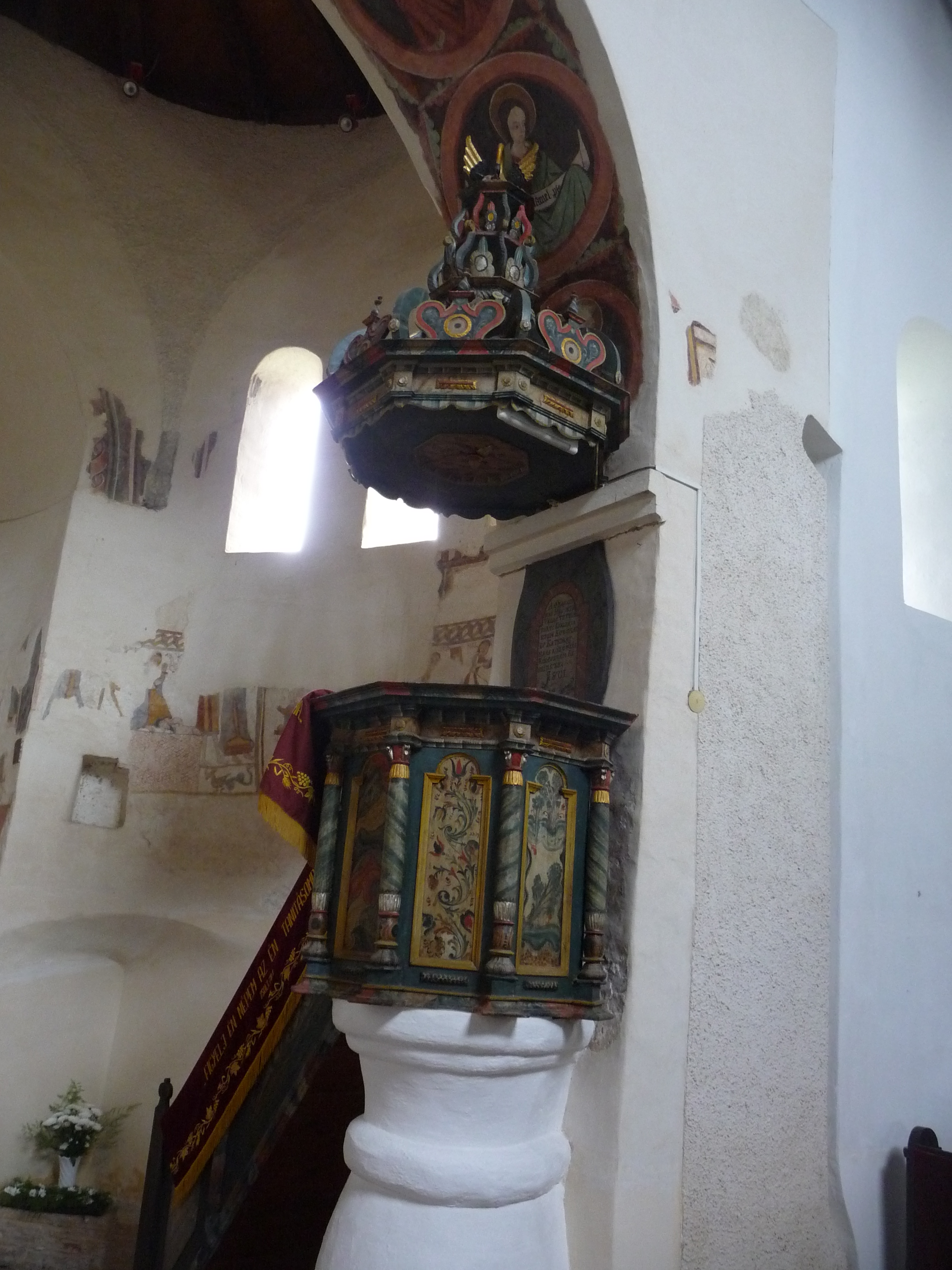
Kanzel in der ref. Kirche
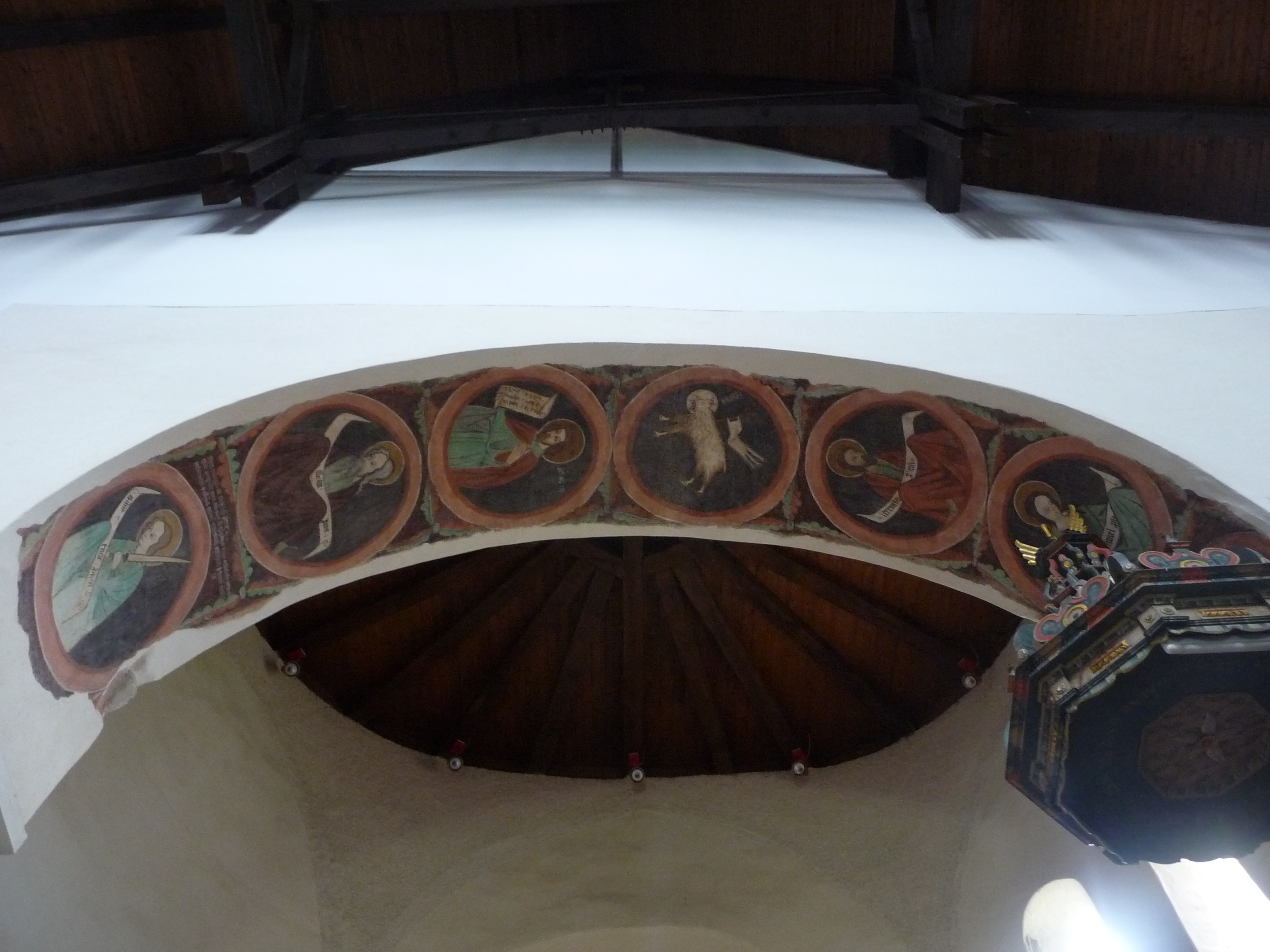
Deckenbogen in der ref. Kirche

## Verkehr
Durch Szalonna verläuft die Hauptstraße Nr. 27, auf die in der Ortsmitte die Landstraße Nr. 2613 trifft. Der im westlichen Teil der Gemeinde gelegene Bahnhof ist angebunden an die Eisenbahnstrecke von Miskolc nach Tornanádaska.